# Івково (Нижньогородська область)
Івково (рос. Ивково) — село в Гагинському районі Нижньогородської області Російської Федерації.
Населення становить 221 особу. Входить до складу муніципального утворення Ушаковська сільрада.

## Історія
Від 2009 року входить до складу муніципального утворення Ушаковська сільрада.

## Населення
| 2002 | 2010 |
| ---- | ---- |
| 261  | ↘221 |